# Anna Baszta
Anna Witaljewna Baszta (ros. Анна Витальевна Башта; ur. 10 lipca 1996 w Togliatti) – rosyjska szablistka reprezentująca także Azerbejdżan, srebrna medalistka mistrzostw świata.
W 2014 roku zdobyła złoto drużynowo na mistrzostwach świata juniorów w Płowdiwie. Na rozgrywanych rok później mistrzostwach świata juniorów w Taszkencie była druga drużynowo i trzecia indywidualnie. Zdobyła także złoto drużynowo na mistrzostwach świata juniorów w Bourges w 2016 roku. 
Podczas mistrzostw świata w Kairze w 2022 roku zdobyła srebrny medal w turnieju indywidualnym. W finale pokonała ją Japonka Misaki Emura. Była też między innymi piąta w zawodach drużynowych na mistrzostwach świata w Lipsku w 2017 roku.
Na mistrzostwach Europy w Tbilisi (2017) zdobyła srebrny medal w zawodach drużynowych. Na mistrzostwach Europy w Antalyi (2022) wywalczyła złoto w turnieju indywidualnym.
Wystartowała na igrzyskach olimpijskich w Tokio, gdzie indywidualnie zajęła piętnaste miejsce.